# Portugal op de Olympische Winterspelen 2018
Portugal neemt deel aan de Olympische Winterspelen 2018 in Pyeongchang, Zuid-Korea.
Bij de achtste deelname van het land aan de Winterspelen werd voor de vierde keer deelgenomen in het alpineskien en voor de derde keer in het langlaufen. Van de twee deelnemers nam Arthur Hanse  voor de tweede keer deel. Debutant Kequyen Lam was de vlaggendrager bij de openingsceremonie.

## Deelnemers en resultaten
(m) = mannen 

### Alpineskiën
| Olympiër     | Onderdeel        | Resultaat | Prestatie                                                            |
| ------------ | ---------------- | --------- | -------------------------------------------------------------------- |
| Arthur Hanse | reuzenslalom (m) | 66e       | 1e run: 1.22,43 (76e) 2e run: 1.21,52 (67e) totaal: 2.43,95 (+25,91) |
| Arthur Hanse | slalom (m)       | 38e       | 1e run: 58,26 (46e) 2e run: 1.00,35 (38e) totaal: 1.58,61 (+19,62)   |

### Langlaufen
| Olympiër    | Onderdeel             | Resultaat | Prestatie          |
| ----------- | --------------------- | --------- | ------------------ |
| Kequyen Lam | 15 km vrije stijl (m) | 113e      | 54.34,1 (+20.50,2) |